# Giải vô địch bóng đá thế giới các câu lạc bộ 2020
Giải vô địch bóng đá thế giới các câu lạc bộ 2020 (tiếng Anh: 2020 FIFA Club World Cup; được biết đến chính thức là FIFA Club World Cup Qatar 2020 presented by Alibaba Cloud vì lí do tài trợ), là phiên bản thứ 17 của FIFA Club World Cup, một giải đấu bóng đá quốc tế cấp câu lạc bộ do FIFA tổ chức giữa những câu lạc bộ vô địch châu lục, cũng như nhà vô địch của giải vô địch quốc gia nước chủ nhà. Giải đấu được được tổ chức tại Qatar vào tháng 1 năm 2021.
Thời gian tổ chức đã bị lùi sang năm 2021 do đại dịch Covid-19, vì đội vô địch AFC Champions League, Copa Libertadores và CONCACAF Champions League không được xác định kịp thời cho giải đấu. Vào ngày 17 tháng 11 năm 2020 Liên đoàn bóng đá thế giới thông báo giải đấu sẽ được tổ chức từ ngày 4 đến ngày 11 tháng 2 năm 2021.
Liverpool là nhà đương kim vô địch, nhưng họ trở thành cựu vương sau khi bị loại ở vòng 16 đội UEFA Champions League 2019-20.

## Chủ nhà
Với các đề xuất cho giải đấu mở rộng, FIFA đã trì hoãn việc công bố đăng cai, vào ngày 28 tháng 5 năm 2019, FIFA thông báo rằng chủ nhà của mùa giải 2019 và 2020 sẽ được quyết định vào cuộc họp của Hội đồng FIFA ở Paris, Pháp vào ngày 3 tháng 6 năm 2019.
Qatar đã được FIFA quyết định làm chủ nhà của mùa giải 2019 và 2020 vào ngày 3 tháng 6 năm 2019. Giải đấu sẽ giữ nguyên thể thức thi đấu trước khi sửa đổi vào năm 2021.

## Các đội giành quyền thăm dự
| Đội                             | Liên đoàn        | Giành quyền trên tư cách                    | Ngày giành quyền tham dự | Lần tham dự thứ                                               |
| Vào vòng bán kết                | Vào vòng bán kết | Vào vòng bán kết                            | Vào vòng bán kết         | Vào vòng bán kết                                              |
| ------------------------------- | ---------------- | ------------------------------------------- | ------------------------ | ------------------------------------------------------------- |
| Palmeiras                       | CONMEBOL         | Vô địch Copa libertadores 2020              | 30 tháng 1 năm 2021      | 1                                                             |
| Bayern Munich                   | UEFA             | Vô địch UEFA Champions League 2019-20       | 23 tháng 8 năm 2020      | 2 (Lần trước: 2013)                                           |
| Vào vòng tứ kết                 |                  |                                             |                          |                                                               |
| Ulsan Hyundai                   | AFC              | Vô địch AFC Champions League 2020           | 19 tháng 12 năm 2020     | 2 (Lần trước: 2012)                                           |
| Al Ahly                         | CAF              | Vô địch CAF Champions League 2019-20        | 27 tháng 11 năm 2020     | 6 (Lần trước: 2005, 2006, 2008, 2012, 2013)                   |
| Tigres UANL                     | CONCACAF         | Vô địch CONCACAF Champions League 2020      | 22 tháng 12 năm 2020     | 1                                                             |
| Play-off giành quyền vào tứ kết |                  |                                             |                          |                                                               |
| Auckland City (Không tham dự)   | OFC              | Đã được đề cử bởi OFC                       | 19 tháng 11 năm 2020     | 10 (Lần trước: 2006, 2009,2011,2012,2013,2014,2015,2016,2017) |
| Al-Duhai                        | AFC (Chủ nhà)    | Vô địch Giải vô địch quốc gia Qatar 2019-20 | 27 tháng 9 năm 2020      | 1                                                             |

## Địa điểm
Các trận đấu được diễn ra tại hai địa điểm ở thành phố Al Rayyan, cả hai đều là nơi tổ chức các trận đấu tại Giải vô địch bóng đá thế giới 2022. Do đại dịch COVID-19 tại Qatar, Qatar chỉ cho phép lượng khán giả bằng 30% sức chứa của các sân vận động này tới sân.
| Al-Rayyan | Al Rayyan                         | Al Rayyan |
| --------- | --------------------------------- | --- |
| Al-Rayyan | Sân vận động Ahmed bin Ali        | Sân vận động Thành phố Giáo dục                                                                              |
| Al-Rayyan | Sức chứa: 40.000                  | Sức chứa: 40.000                                                                                             |
| Al-Rayyan | Tập tin:Al-Rayan-Stadium-doha.jpg | Tập tin:Aerial view of Education City Stadium and Oxygen Park in Al Rayyan (Education City Stadium) crop.jpg |

## Các trận đấu
|  | Vòng một                                   | Vòng một                              |                                             |       | Vòng hai                                   | Vòng hai                                   |               |               | Bán kết | Bán kết |  |  | Chung kết                                   | Chung kết                                   |
|  | 1 tháng 2 – Al Rayyan (Ahmed bin Ali)      |                                       |                                             |       |                                            |                                            |               |               |         |         |  |  |                                             |                                             |
|  | Al-Duhail (awd.)                           | 3                                     |                                             |       | 4 tháng 2 – Al Rayyan (Thành phố Giáo dục) | 4 tháng 2 – Al Rayyan (Thành phố Giáo dục) |               |               |         |         |  |  |                                             |                                             |
|  | Al-Duhail (awd.)                           | 3                                     |                                             |       | 4 tháng 2 – Al Rayyan (Thành phố Giáo dục) | 4 tháng 2 – Al Rayyan (Thành phố Giáo dục) |               |               |         |         |  |  |                                             |                                             |
|  | Auckland City                              | 0                                     |                                             |       | Al-Duhail                                  | 0                                          |               |               |         |         |  |  |                                             |                                             |
|  | Auckland City                              | 0                                     | 8 tháng 2 – Al Rayyan (Ahmed bin Ali)       |       | Al-Duhail                                  | 0                                          |               |               |         |         |  |  |                                             |                                             |
|  |                                            |                                       |                                             |       | Al Ahly                                    | 1                                          |               |               |         |         |  |  |                                             |                                             |
|  | Al Ahly                                    | 0                                     |                                             |       | Al Ahly                                    | 1                                          |               |               |         |         |  |  |                                             |                                             |
|  | Al Ahly                                    | 0                                     |                                             |       |                                            |                                            |               |               |         |         |  |  |                                             |                                             |
|  |                                            |                                       | Bayern Munich                               | 2     |                                            |                                            |               |               |         |         |  |  |                                             |                                             |
|  |                                            |                                       | Bayern Munich                               | 2     |                                            |                                            |               |               |         |         |  |  |                                             |                                             |
|  |                                            |                                       | 11 tháng 2 – Al Rayyan (Thành phố Giáo dục) |       |                                            |                                            |               |               |         |         |  |  |                                             |                                             |
|  |                                            |                                       |                                             |       |                                            |                                            |               |               |         |         |  |  |                                             |                                             |
|  | Bayern Munich                              | 1                                     |                                             |       |                                            |                                            |               |               |         |         |  |  |                                             |                                             |
|  | Bayern Munich                              | 1                                     | 4 tháng 2 – Al Rayyan (Ahmed bin Ali)       |       |                                            |                                            |               |               |         |         |  |  |                                             |                                             |
|  |                                            | UANL                                  | 0                                           |       |                                            |                                            |               |               |         |         |  |  |                                             |                                             |
|  |                                            |                                       | 0                                           | UANL  | 2                                          |                                            |               |               |         |         |  |  |                                             |                                             |
|  | 7 tháng 2 – Al Rayyan (Thành phố Giáo dục) |                                       |                                             | UANL  | 2                                          |                                            |               |               |         |         |  |  |                                             |                                             |
|  |                                            | Ulsan Hyundai                         | 1                                           |       |                                            |                                            |               |               |         |         |  |  |                                             |                                             |
|  | Palmeiras                                  | Ulsan Hyundai                         | 1                                           | 0     |                                            |                                            |               |               |         |         |  |  |                                             |                                             |
|  | Palmeiras                                  | Tranh hạng năm                        | Tranh hạng năm                              | 0     |                                            |                                            | Tranh hạng ba | Tranh hạng ba |         |         |  |  |                                             |                                             |
|  |                                            | Tranh hạng năm                        | Tranh hạng năm                              |       | UANL                                       | 1                                          | Tranh hạng ba | Tranh hạng ba |         |         |  |  |                                             |                                             |
|  | Ulsan Hyundai                              | 1                                     | Al Ahly (p)                                 | 0 (3) | UANL                                       | 1                                          |               |               |         |         |  |  |                                             |                                             |
|  | Ulsan Hyundai                              | 1                                     | Al Ahly (p)                                 | 0 (3) |                                            |                                            |               |               |         |         |  |  |                                             |                                             |
|  | Al-Duhail                                  | 3                                     | Palmeiras                                   | 0 (2) |                                            |                                            |               |               |         |         |  |  |                                             |                                             |
|  | Al-Duhail                                  | 3                                     | Palmeiras                                   | 0 (2) |                                            |                                            |               |               |         |         |  |  |                                             |                                             |
|  | 7 tháng 2 – Al Rayyan (Ahmed bin Ali)      | 7 tháng 2 – Al Rayyan (Ahmed bin Ali) |                                             |       |                                            |                                            |               |               |         |         |  |  | 11 tháng 2 – Al Rayyan (Thành phố Giáo dục) | 11 tháng 2 – Al Rayyan (Thành phố Giáo dục) |

### Vòng một
| Al-Duhail | 3–0 Xử thua | Auckland City |
| --------- | ----------- | ------------- |
|           | Chi tiết    |               |

### Vòng hai
| UANL                        | 2–1      | Ulsan Hyundai     |
| --------------------------- | -------- | ----------------- |
| - Gignac 38', 45+5' (ph.đ.) | Chi tiết | - Kim Kee-hee 24' |

| Al-Duhail | 0–1      | Al Ahly         |
| --------- | -------- | --------------- |
|           | Chi tiết | - El Shahat 30' |

### Tranh hạng năm
| Ulsan Hyundai        | 1–3      | Al-Duhail                              |
| -------------------- | -------- | -------------------------------------- |
| - Yoon Bit-garam 62' | Chi tiết | - Edmilson 21' - Muntari 66' - Ali 82' |

### Bán kết
| Palmeiras | 0–1      | UANL                 |
| --------- | -------- | -------------------- |
|           | Chi tiết | - Gignac 54' (ph.đ.) |

| Al Ahly | 0–2      | Bayern Munich          |
| ------- | -------- | ---------------------- |
|         | Chi tiết | - Lewandowski 17', 86' |

### Tranh hạng ba
| Al Ahly                                        | 0–0      | Palmeiras                                                    |
| ---------------------------------------------- | -------- | ------------------------------------------------------------ |
|                                                | Chi tiết |                                                              |
| Loạt sút luân lưu                              |          |                                                              |
| - Benoun - El Solia - M. Mohsen - Hany - Ajayi | 3–2      | - Rony - Luiz Adriano - Gustavo Scarpa - Gómez - Felipe Melo |

### Chung kết
| Bayern Munich | 1-0      | Tigres UANL |
| ------------- | -------- | ----------- |
| - Pavard 59'  | Chi tiết |             |

## Cầu thủ ghi bàn
| Rank | Player              | Team          | Goals |
| ---- | ------------------- | ------------- | ----- |
| 1    | André-Pierre Gignac | UANL          | 3     |
| 2    | Robert Lewandowski  | Bayern Munich | 2     |
| 3    | Almoez Ali          | Al-Duhail     | 1     |
| 3    | Edmilson            | Al-Duhail     | 1     |
| 3    | Hussein El Shahat   | Al Ahly       | 1     |
| 3    | Kim Kee-hee         | Ulsan Hyundai | 1     |
| 3    | Mohammed Muntari    | Al-Duhail     | 1     |
| 3    | Benjamin Pavard     | Bayern Munich | 1     |
| 3    | Yoon Bit-garam      | Ulsan Hyundai | 1     |